# Кочевники Европы

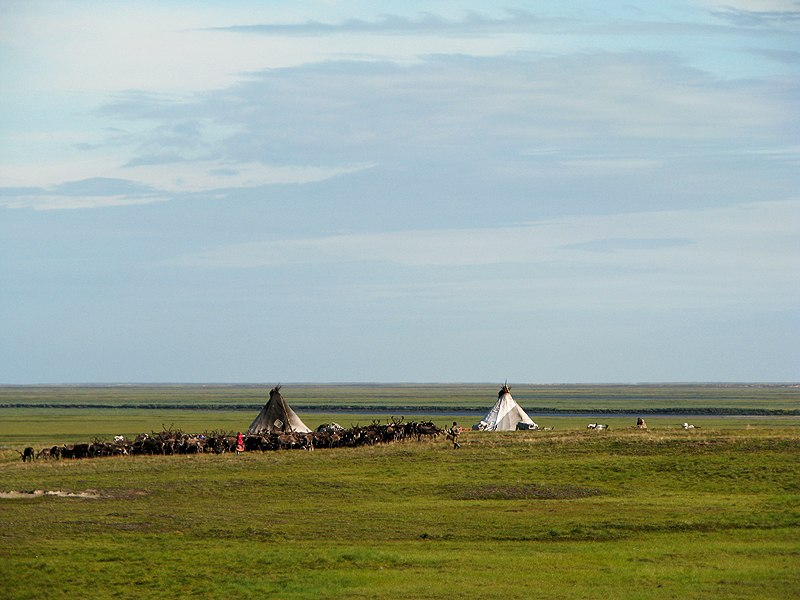
Ненцы

Истинное кочевничество редко практикуется в Европе в современности, ограничиваясь окраинами континента, в частности арктическими народами, такими как традиционно полукочевой народ саамы на севере Скандинавии или ненцы в Ненецком автономном округе России. В Древности и Раннем Средневековье евразийские кочевники, такие как скифы, гунны, авары, печенеги, половцы и калмыки, доминировали в восточных степных регионах Европы.
Исторически, по крайней мере до Раннего Средневековья, кочевничество было гораздо более распространённым, особенно в Понтийской степи Восточной Европы.
Иногда, в переносном или в широком смысле, «кочевыми» также называют группы, ведущие странствующий образ жизни и живут ремеслом или торговлей, а не скотоводством. Цыгане и ирландские путешественники являются самыми известными из них.